# La Conquête de Plassans
La Conquête de Plassans est un roman d’Émile Zola publié en 1874, le quatrième de la série Les Rougon-Macquart.

## Résumé
L’action se situe à Plassans, le berceau des Rougon-Macquart, petite ville que Zola a imaginée en s'inspirant d'Aix-en-Provence. La ville, qui avait été acquise à Napoléon III grâce aux intrigues de la famille Rougon (La Fortune des Rougon), est passée aux légitimistes. Un prêtre bonapartiste originaire du diocèse de Besançon, l’abbé Faujas, y est envoyé par le pouvoir pour la reconquérir. À son arrivée, il est logé chez François Mouret, un commerçant retraité. Celui-ci, son épouse Marthe, leurs trois enfants et leur bonne vivaient seuls jusqu'alors dans la maison. Marthe et son mari sont cousins : elle est la fille de Pierre et Félicité Rougon ; il est le fils d'Ursule Macquart et du chapelier Mouret. Elle a trente-sept ans, lui quarante (respectivement quarante-deux et quarante-cinq ans à la fin du roman). François est assez maniaque, ce que supporte difficilement son entourage ; il occupe une place assez modeste à Plassans, plus spectateur qu'acteur de la vie publique.
Avec l’arrivée de l'abbé Faujas, de sa mère puis du couple Trouche (Olympe Trouche est la sœur de Faujas), la vie des Mouret se trouve bouleversée : ils se séparent de leurs enfants (l'aîné, Octave, à Marseille, le second, Serge, au séminaire, la benjamine, Désirée, simple d'esprit, chez sa nourrice) ; Marthe devient dévote ; l'abbé fait du jardin un lieu où les notables légitimistes et bonapartistes peuvent se rencontrer en terrain neutre. Petit à petit, conseillé par Félicité Rougon, l'abbé Faujas parvient à manipuler tout Plassans, par l'intermédiaire des femmes, et à faire élire à la Chambre un candidat favorable au pouvoir. Mouret, bourgeois retiré des affaires, qui ne recherche que sa tranquillité, se met progressivement à l’écart. Exclu des intrigues qui se trament autour de lui, naïf qui gêne, il finit par être enfermé comme fou à l’asile des Tulettes, où se trouve déjà sa grand-mère Adélaïde Fouque. Là, il devient réellement fou et, un soir où on l’a laissé s’échapper, sans doute à l'initiative d'Antoine Macquart (pour se venger des Rougon) et de l'abbé Fénil (rival de l'abbé Faujas à l'évêché), il rentre à Plassans et met le feu à sa maison. Il meurt dans l’incendie, de même que Faujas, sa mère et les Trouche. Quant à Marthe, elle meurt le même soir chez sa mère, des suites d’une phtisie dont elle souffrait depuis des années.

## Les thèmes principaux
Le roman est construit autour du thème de la folie, l’une des tares héritées par les descendants d’Adélaïde Fouque, grand-mère commune à François et à Marthe Mouret. Mais c’est aussi, et peut-être surtout, une violente attaque contre le clergé, qui est représenté par le personnage de l'abbé Faujas, prêtre acquis à l'Empire et prêt à tout pour arriver à ses fins. Zola nous montre avec délectation une Église complice du pouvoir politique, manipulatrice, utilisant la piété naïve des fidèles, notamment des femmes, à travers des pratiques où la foi n’est en fait qu'un voile masquant d’autres ambitions.

## Édition
- La Conquête de Plassans, Paris, G. Charpentier, 1879    (Wikisource)